# Belenois gradidieri
Belenois gradidieri är en fjärilsart som först beskrevs av Paul Mabille 1878.  Belenois gradidieri ingår i släktet Belenois och familjen vitfjärilar. Inga underarter finns listade i Catalogue of Life.